# Portret dziewczynki w niebieskim kapeluszu
Portret dziewczynki w niebieskim kapeluszu (znany także pod tytułem Portret dziewczynki w płaskim kapeluszu) – obraz Stanisława Wyspiańskiego wykonany techniką pastelową w 1895 roku. Znajduje się w zbiorach Muzeum Narodowego w Krakowie.

## Historia
W 1909 roku Teodor i Zeneida Duninowie podarowali obraz Muzeum Narodowemu w Krakowie. 

## Opis
Obraz przedstawia dziewczynkę w popiersiu, opartą ramionami o krzesło. Przechyla ona głowę na lewą stronę, wspierając policzek na prawej dłoni. Dziewczynkę charakteryzują duże, brązowe oczy, proste i ciemne włosy, szeroki nos, pełne usta oraz zaróżowione policzka. Jest ubrana w oliwkową sukienkę z białym kołnierzykiem, bufiastymi rękawami i pasiastymi mankietami. Pierś, którą zasłania kabłąk krzesła, zdobi okrągły, błękitny guzik. Jej głowę okrywa ciemnoniebieski, słomkowy kapelusz z błękitną wstążką. 

## Analiza
Portrety Stanisława Wyspiańskiego charakteryzują się migawkowym ujęciem sceny, w której wykadrowany model przyjmuje swobodną pozę. Na obrazie dziewczynkę przedstawiono w centrum, w taki sposób, że ramy pola obrazowego przecinają zarówno jej kapelusz, jak i klatkę piersiową oraz ramiona. Sylwetkę dziewczynki wyznaczono ciemnym konturem, który odznacza się na jasnym tle. 

## Interpretacja
Stanisław Wyspiański malował portrety dzieci posmutniałych, rozmarzonych lub śpiących. Dziecięcych modeli ukazywał w naturalnych, swobodnych pozach na neutralnym tle. Zastosowanie jednolitej przestrzeni pozwalało artyście skoncentrować uwagę widza na sportretowanej osobie oraz wzmocnić psychologiczny wyraz obrazu. Potrafił uchwycić ich urok, beztroskę i szczerość, ale także rys ich wewnętrznego świata. Na obrazie odwrócona na krześle dziewczynka wydaje się zamyślona, ale także zmęczona. Stan ten może potwierdzać przechylona na bok głowa wtulona w splecione ramiona oraz utkwiony w dal wzrok.

## Wystawy
Portret dziewczynki w niebieskim kapeluszu pojawiał się na wystawach tematycznych oraz monograficznych, tj. poświęconych twórczości Stanisława Wyspiańskiego. Oto wybrane z nich: 
1. Mille ans d’art en Pologne, 25.04.1969 – 31.07.1969, Petit Palais Musee de Beaux-Arts de la Ville de Paris,
2. Wyspiański, 28.11.2017 – 05.05.2019, Muzeum Narodowe w Krakowie,
3. Skarbiec Wyspiańskiego, 11.10.2019 – 01.03.2020, Muzeum Narodowe w Krakowie[3].